# Kauffman Stadium
 (mai 2018).
Si vous disposez d'ouvrages ou d'articles de référence ou si vous connaissez des sites web de qualité traitant du thème abordé ici, merci de compléter l'article en donnant les références utiles à sa vérifiabilité et en les liant à la section « Notes et références ».
Le Kauffman Stadium (anciennement Royals Stadium et parfois surnommé The K) est un stade de baseball situé près du Arrowhead Stadium dans le Truman Sports Complex à Kansas City, au Missouri.
Depuis 1973, c'est le domicile des Royals de Kansas City de la Ligue majeure de baseball, qui jouaient autrefois dans le Kansas City Municipal Stadium (démoli en 1976). Le Kauffman Stadium a une capacité de 37 903 places et dispose de 35 suites.

## Histoire

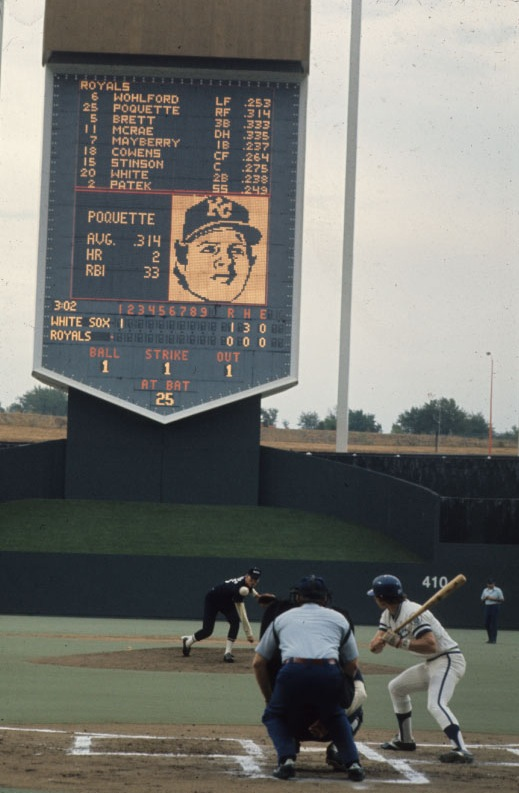
Match des Royals gagné 6-5 sur les White Sox de Chicago au Royals Stadium le 19 septembre 1976. Sur la photo, le lanceur est Chris Knapp des White Sox et le frappeur est Tom Poquette.

Quand le stade fut ouvert au public, le 10 avril 1973, il était en avance sur son temps et son coût de construction était estimé à $70 millions de dollars. Il a organisé le Match des étoiles de la Ligue majeure de baseball en juillet 1973 et les World Series en 1980 et 1985.
Avec les Kansas City Athletics jouant au vétuste Kansas City Municipal Stadium, il était temps qu'un nouveau stade soit construit. En 1967, les électeurs du comté de Jackson ont approuvé une somme de $43 millions pour bâtir un nouveau complexe sportif. À la différence de beaucoup d'autres villes, celle-ci construisaient des stades multisports, alors que le comté décida de construire deux nouveaux bâtiments pour chaque sport. C'est-à-dire: un pour les Athletics et un autre pour les Chiefs de Kansas City de la NFL. Cependant le propriétaire des Kansas City Athletics, Charles Finley, ne pouvait pas attendre la construction du nouveau stade alors il a déplacé son équipe à Oakland puis l'a renommé Athletics d'Oakland.
En 1969, à la suite du départ des Athletics, la Major League Baseball avait décidé d'attribuer une nouvelle franchise d'extension à la ville de Kansas City et Ewing Kauffman acheta l'équipe qui se nomma les Royals de Kansas City. Le Royals Stadium fut inauguré le 10 avril 1973 avec 39 464 fans assistant à la victoire des Royals (12-1) sur l'équipe du Texas. Il était très coloré avec 40 793 sièges de couleurs marron, orange et or. L'enceinte était le premier stade de baseball de la ligue américaine avec une surface de jeu artificiel de type Astroturf. Le 26 juillet 1980, le record de la plus grande affluence est établi avec 41 860 spectateurs lors d'un match opposant Kansas City aux Yankees de New York.
En 1990, un écran vidéo géant Sony a été installé dans le champ centre-gauche. Le 2 juillet 1993, le Royals Stadium fut renommé Kauffman Stadium à la suite de la mort d'Ewing Kauffman à l'âge de 76 ans. La surface Astroturf fut supprimée avant la saison 1995 et remplacé par une pelouse naturelle. Le stade fut rénové à la fin de la saison 1998 avec l'addition de sièges, de suites, un restaurant, un salon exclusif connu sous le nom de Crown Club et des équipements dernier cri. Tous les sièges de couleur orange dans le stade ont été remplacés par des sièges bleus. Situé à côté du stade, le "John Deere Little K" est un secteur de divertissement qui offre plusieurs activités aux jeunes fans des Royals de Kansas City.
Depuis son ouverture, plus de 64 millions de personnes ont traversé les portes du stade pour voir jouer les Royals, dont un record de 2 477 700 personnes en 1989.

### Rénovation
Durant les années 2000, les Royals de Kansas City essayèrent d'acquérir des fonds publics pour moderniser le stade afin d'assurer la pérennité économique de la franchise et de la rendre plus attractive. Cela nécessite une profonde mise à jour de l'enceinte avec notamment des halls plus larges, un nombre plus important d'espaces VIP et de suites, des équipements électroniques à la pointe de la technologie et bien d'autres. Bien qu'il soit vieux de trois décennies et désuet sur certains points, le Kauffman Stadium restait l'un des meilleurs stades de la Ligue majeure de baseball.
C'est le 4 avril 2006 que les électeurs du comté de Jackson ont approuvé la rénovation d'un montant de $250 million de dollars pour la restauration du bâtiment vieux de 35 ans. Le 3 octobre 2007, les travaux de rénovation débutèrent pour s'achever à l'ouverture de la saison en avril 2009. Parmi les améliorations apportées au Kauffman Stadium, la capacité fut réduite à 39 000 places, un nouveau tableau d'affichage en haute définition baptisé « Crown Vision » fut installé et divers autres améliorations.

## Événements
- Match des étoiles de la Ligue majeure de baseball 1973 le 24 juillet 1973 et match d'étoiles 2012 le 10 juillet 2012.
- Série mondiale en 1980, 1985 et 2014.
- Série de championnat de la Ligue américaine de baseball en 1976, 1977, 1978, 1980, 1984, 1985 et 2014.
- Séries de divisions de la Ligue américaine en 1981 et 2014.
- Match de meilleur deuxième en 2014.

## Dimensions
- Left Field (Champ gauche) - 330 pieds (100,5 mètres)
- Left-Center - 387 ' (118 m)
- Center Field (Champ central) - 410 ' (124.9 m)
- Right-Center - 387 ' (118 m)
- Right Field (Champ droit) - 330 ' (100.5 m)

## Galerie

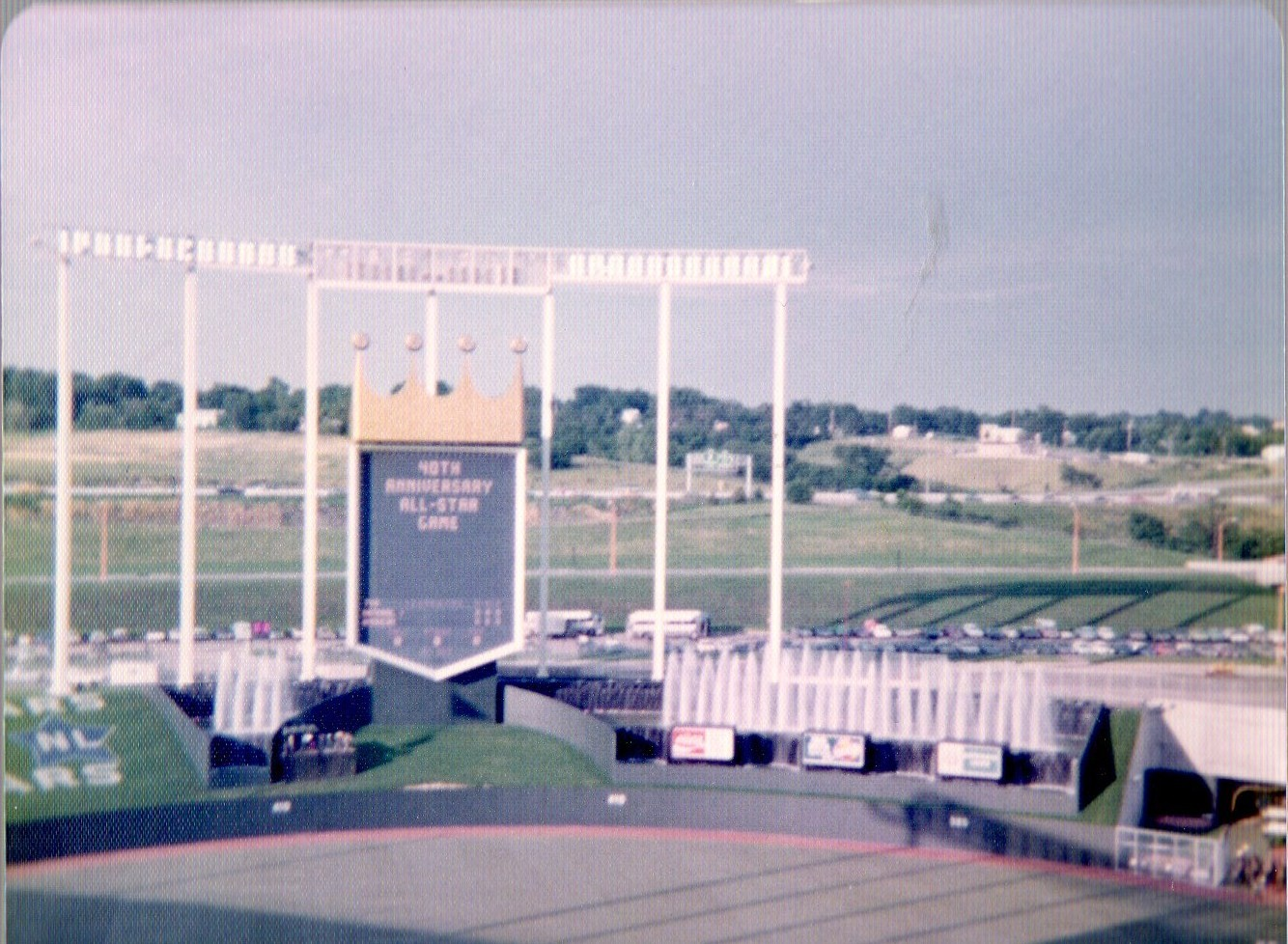
Le match des étoiles 1973 au Royals Stadium
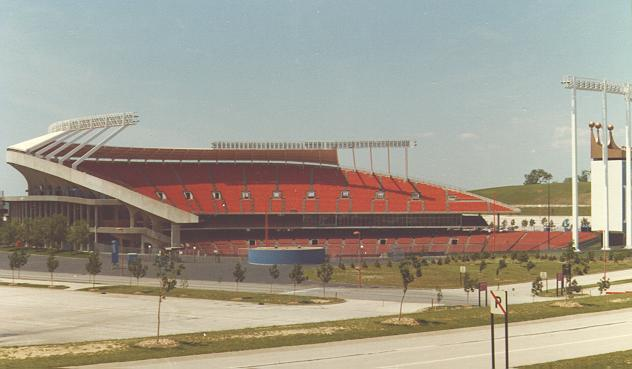
Royals Stadium (ancien nom) en 1981
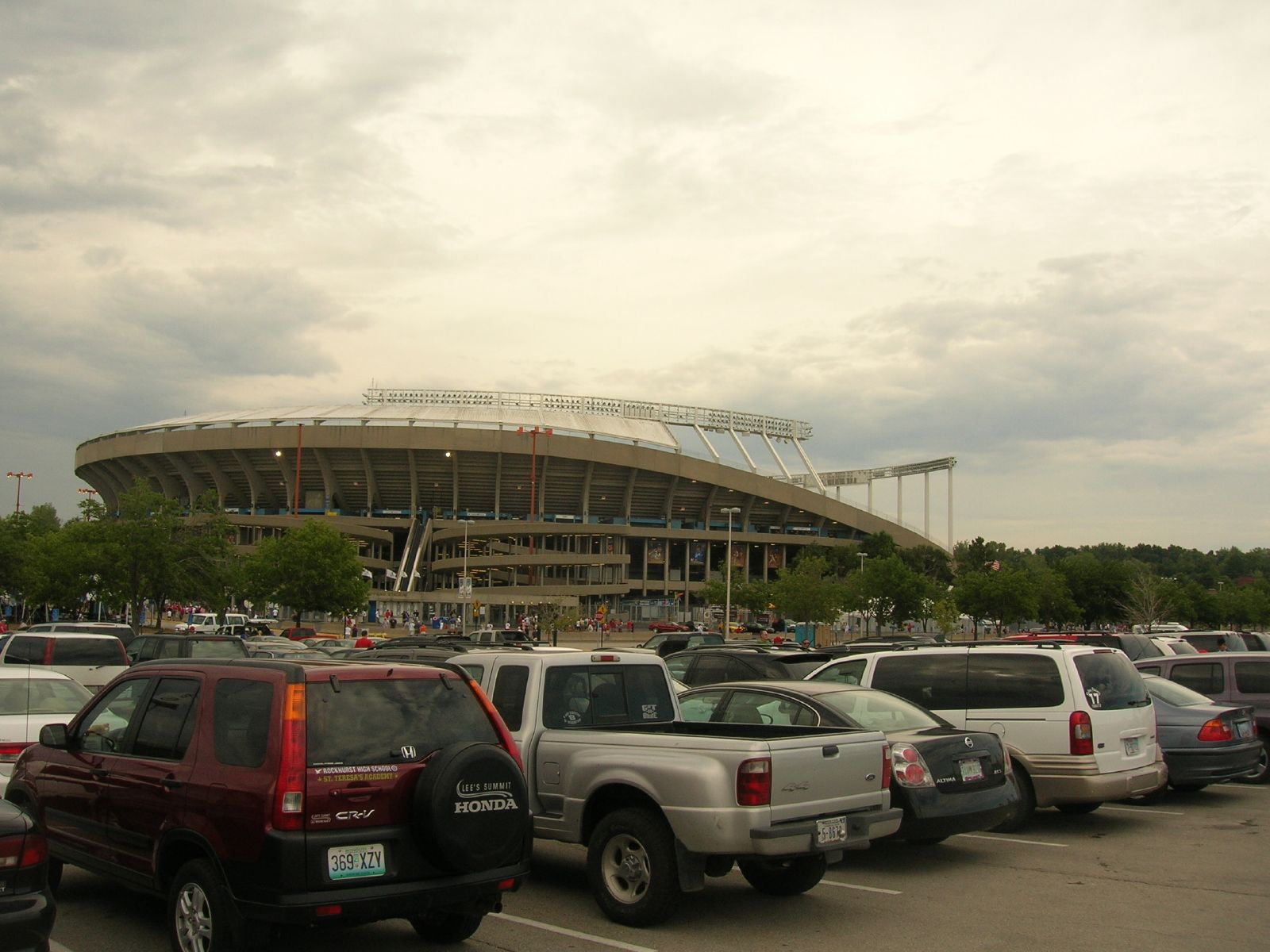
Vue extérieure du Kauffman Stadium (2007)
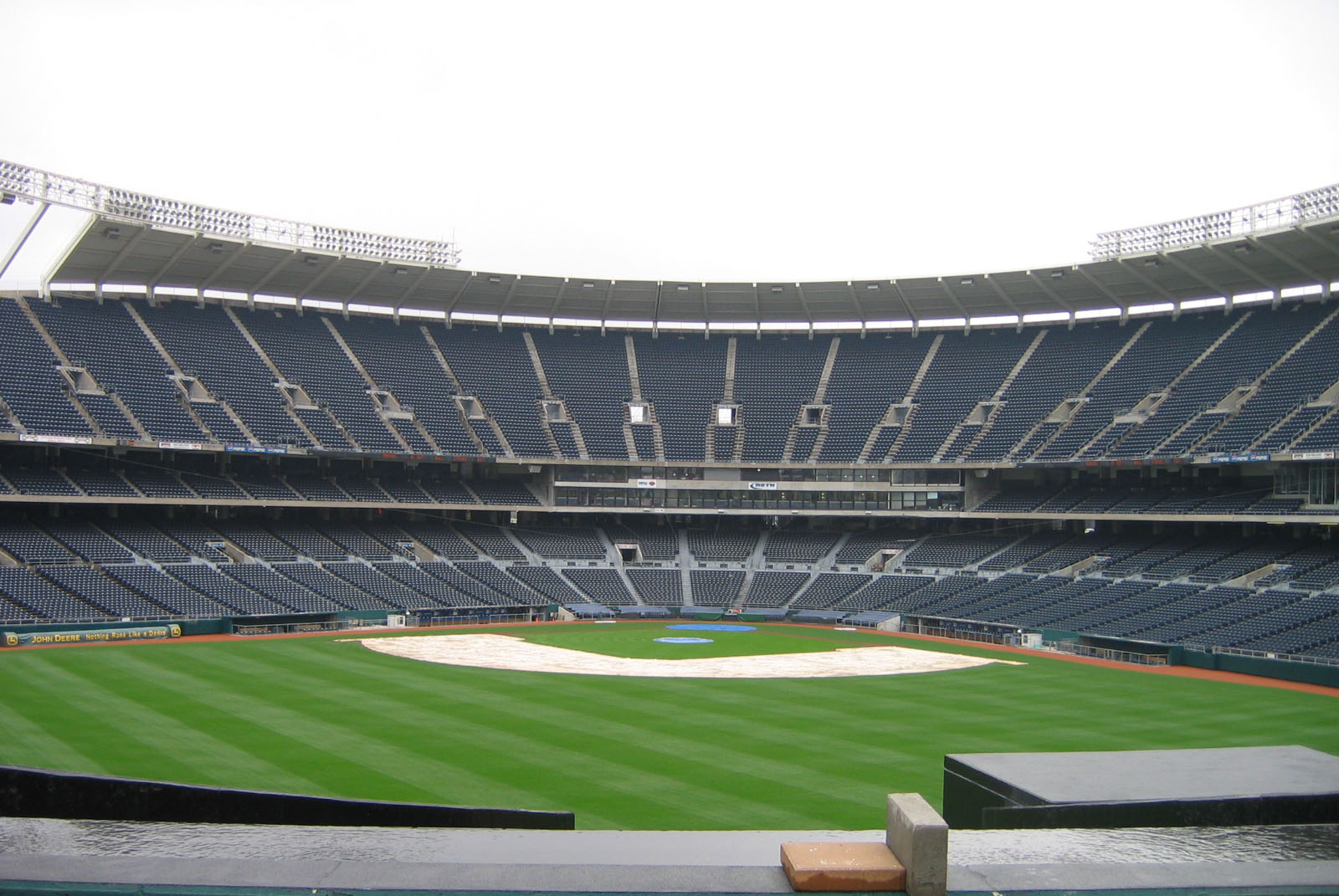
Intérieur en 2007
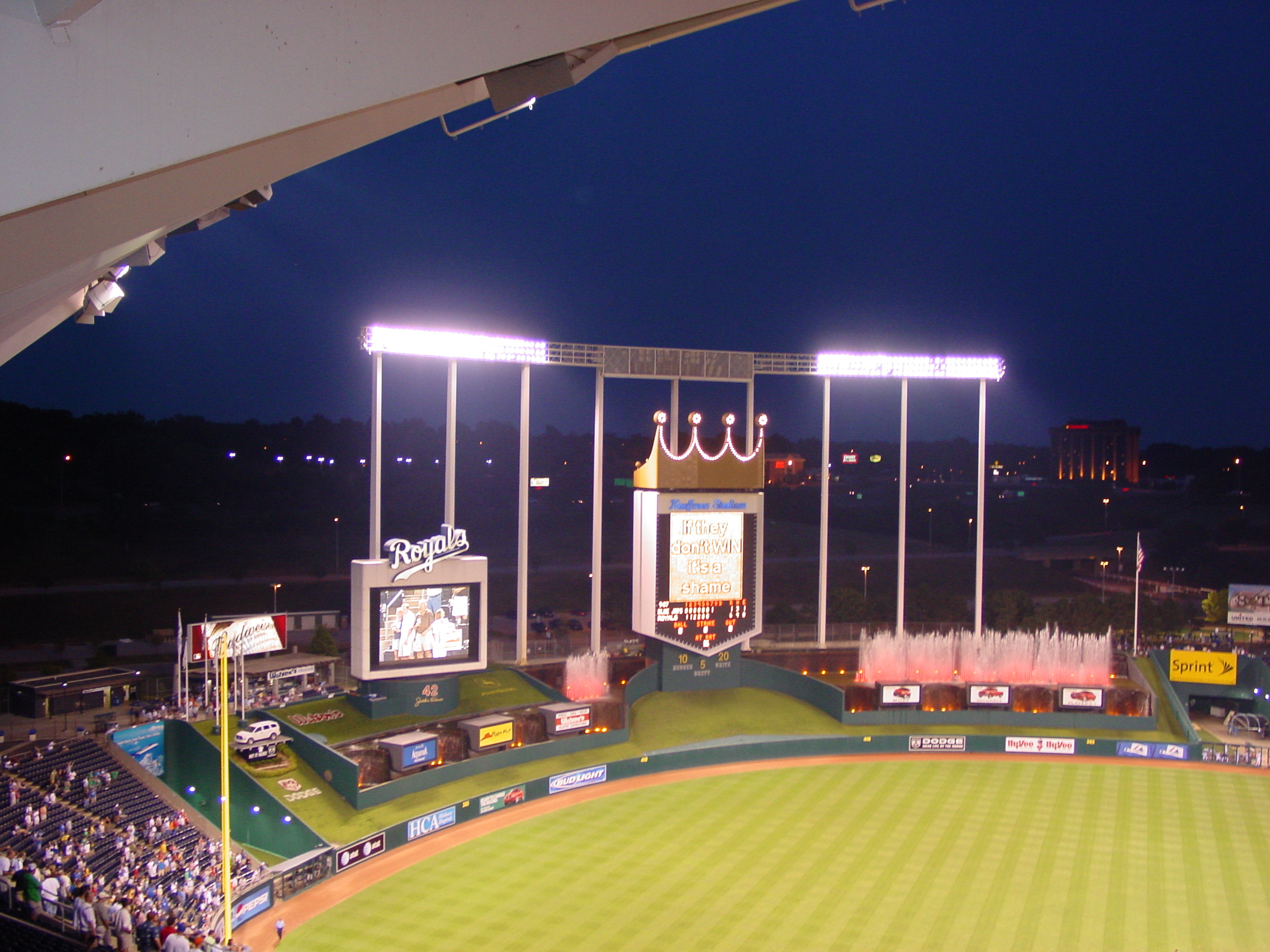
Ancien tableau d'affichage (2006)
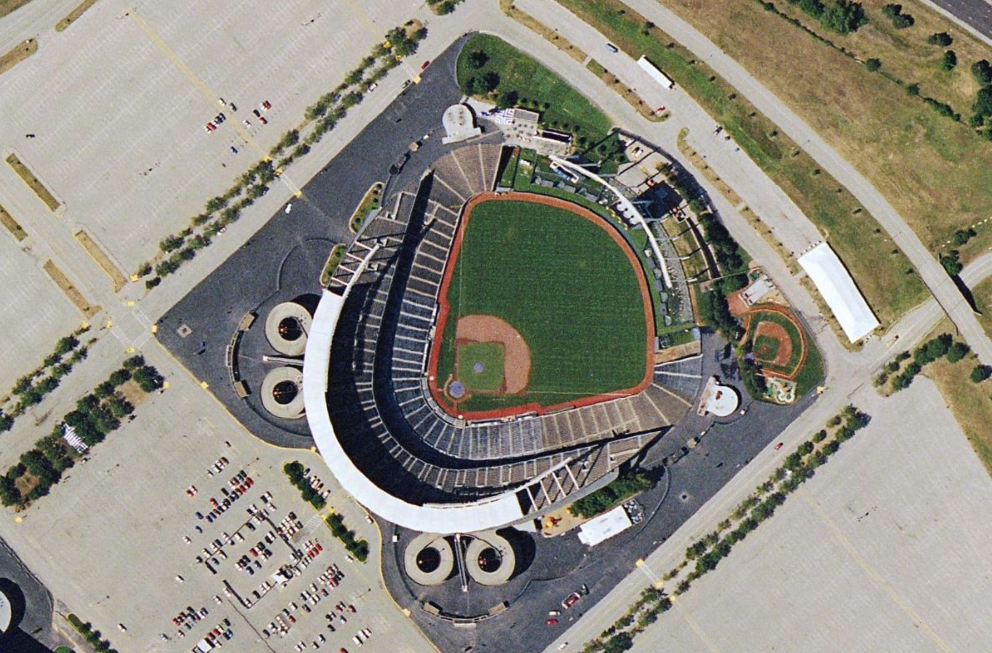
Vue aérienne (2007)
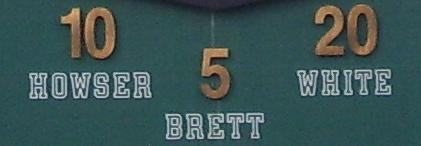
Numéros retirés des Royals
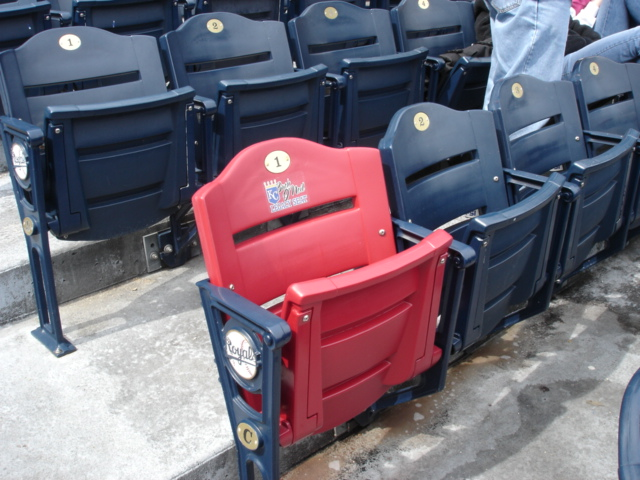
Le "Buck O'Neil Legacy Seat"